# De Bas & Co
De Bas & Co was een bankiersfirma in Den Haag van 1884-1941.
De firma Schuurman en De Bas werd in 1884 opgericht door Hendrikus Schuurman en François Christiaan de Bas. Ze begonnen in het Noordeinde, waar ze een kamer huurden in het pand naast het Paleis Noordeinde. Hier woonde kroonprins Willem-Alexander enkele jaren. In 1894 trok Schuurman zich terug waarna de firma als De Bas & Co werd voortgezet.
De zaken gingen goed en het kantoor kon enkele kamers in hetzelfde pand bijhuren.
In 1911 verhuisde de firma naar de Herengracht 17 in Den Haag.
In 1941 werd de firma overgenomen door de Nederlandsche Handel-Maatschappij, maar het kantoor bleef aan de Herengracht gevestigd, ook toen de NHM in 1964 fuseerde met de Algemene Bank Nederland. In 1991 werd het een kantoor van ABN-Amro. Rond de eeuwwisseling werd het kantoor gesloten.